# Kostel svatého Ducha (Ostrava)
Kostel svatého Ducha stojí v ostravském městském obvodě Jih, konkrétně v Zábřehu. Budova stojí v místě, kde měl stát kostel už v roce 1968. Dne 25. května 2004 byl kostel i s pozemkem požehnán ostravsko-opavským biskupem Františkem Lobkowiczem. Dne 18. května 2024 zde byly požehnány ostravsko-opavským biskupem Martinem Davidem nové varhany.

## Popis
Na stavbu kostela byla vyhlášena architektonická soutěž, kterou vyhrál projekt Ing. arch. Marka Štěpána. Náklady na výstavbu činily 55 milionů Kč.
Stavba se skládá z kostela, pastoračního centra a věže a je doplněna garážemi a parkovištěm. Půdorys kostela je elipsovitý, má osy 31x25 m, s jedním podzemním a pěti nadzemními podlažími. Štíhlá železobetonová věž s třemi zvony a vnitřním schodištěm je vysoká 30 metrů.
Zvony byly odlity dílnou Josefa Tkadlece z Halenkova. Největší nese jméno proroka Daniela a váží 533 kg. Střední zvon Panny Marie Guadalupské má hmotnost 316 kg a nejmenší zvon nese jméno Matky Františky (podle zakladatelky Kongregace Dcer Božské Lásky Františky Lechnerové) a váží 224 kg. Zvony byly požehnány otcem biskupem 4. listopadu 2005. S ohledem na málo únosné podzemní vrstvy jsou kostel i věž založeny na 36 betonových pilotech do hloubky cca 18 m od okolního terénu.
Chrámová část kostela svým vybavením odpovídá současným požadavkům na shromažďovací prostor, tzn., že vytápění je zabudované v podlaze, výměnu vzduchu řeší vzduchotechnika, požární nebezpečí hlídá elektronika, objekt má sociální vybavenost a další. Pastorační centrum Jana Pavla II. v podzemním podlaží má víceúčelový sál s pódiem a prostory pro pastoraci včetně sociálního zařízení. Přístup do objektu je řešen schodištěm i bezbariérově, přístup do pastoračního centra je řešen i vnitřní výtahovou plošinou.
Prostory kostela jsou využívány pro společenské události jako například koncerty a festivaly. Každoročně zde například probíhá tradiční Vánoční koncert nedalekého gymnázia Ostrava-Zábřeh.

## Pravidelné bohoslužby

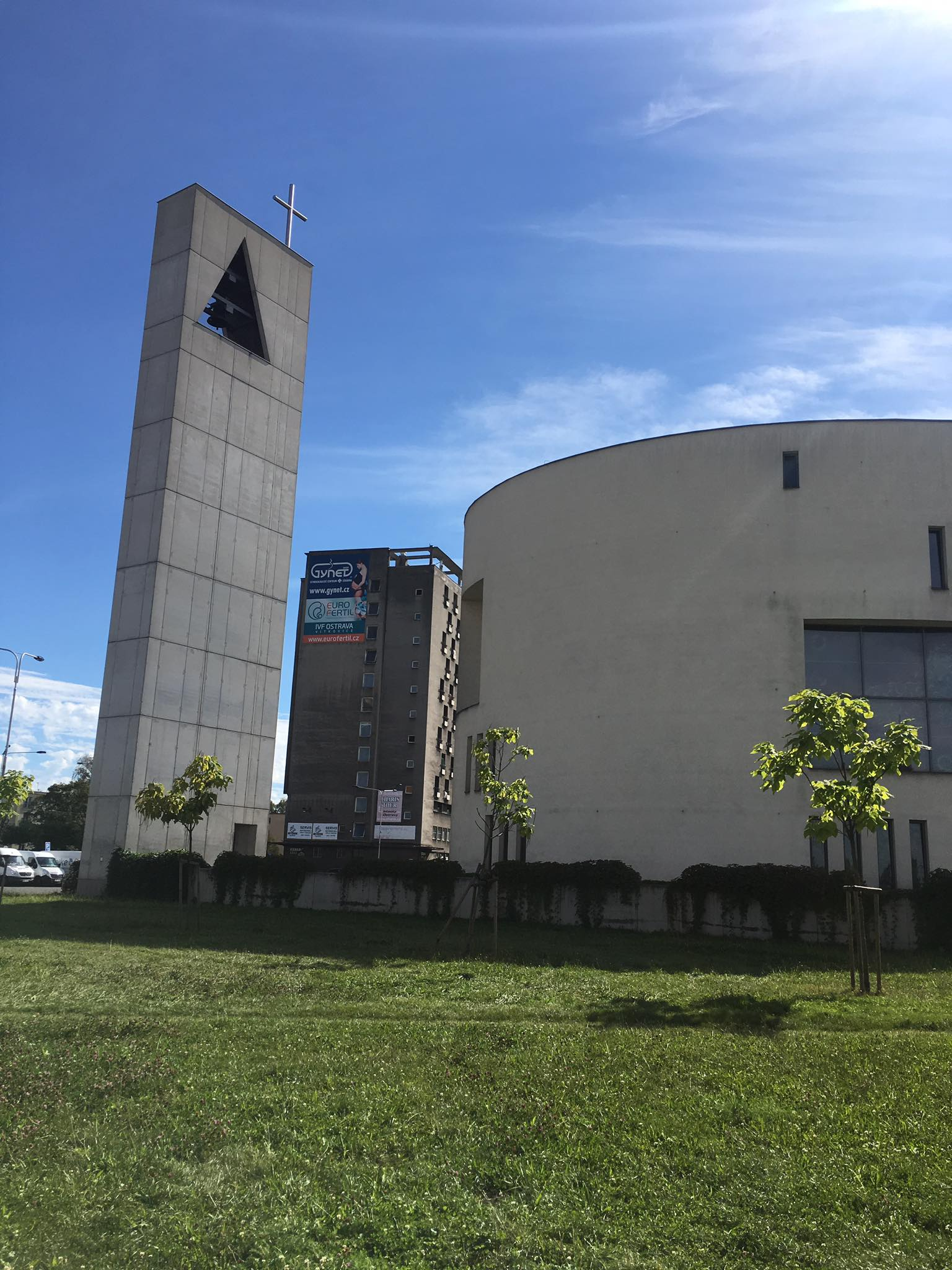

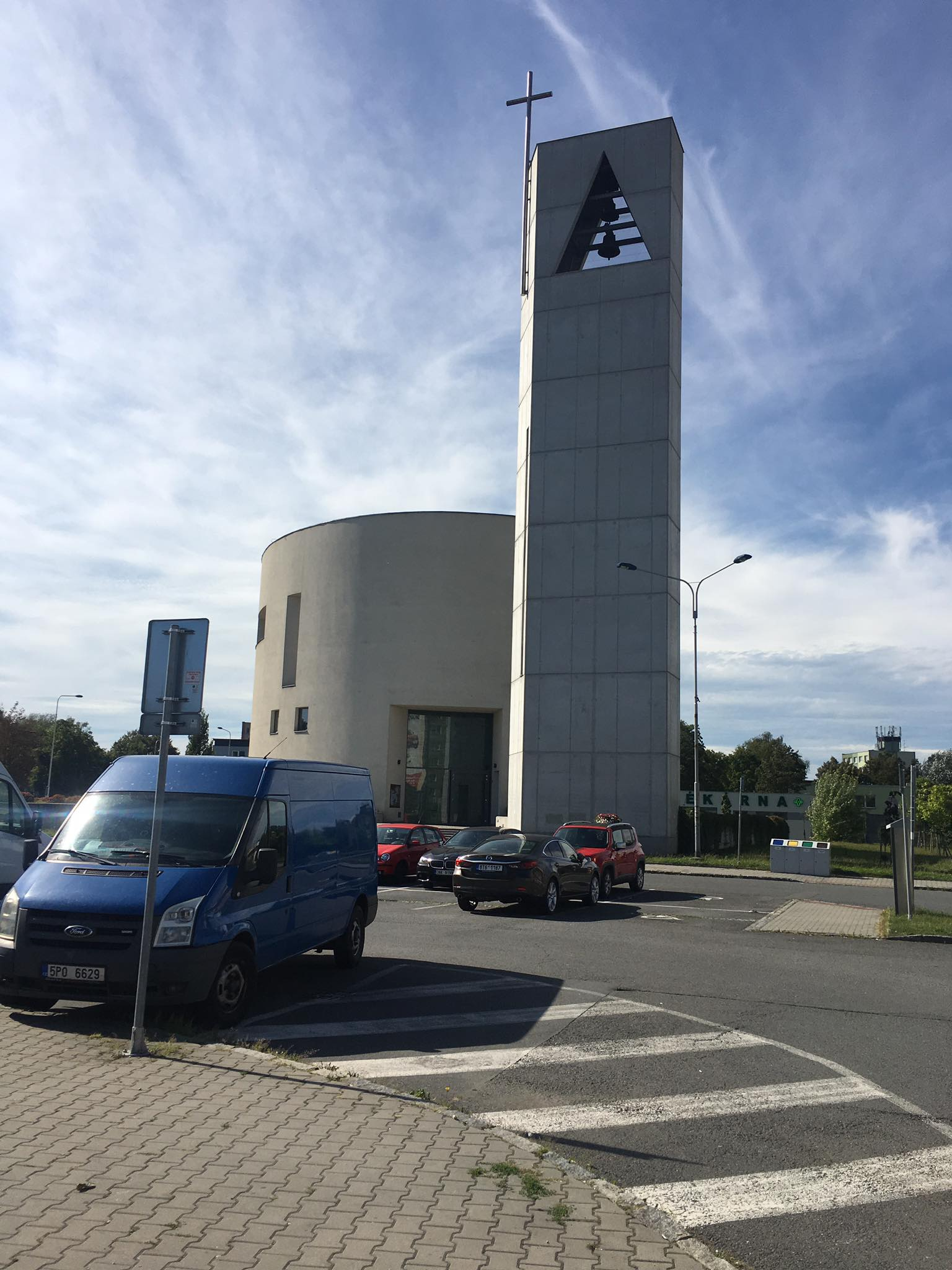

| Kostel               | Místo          | Bohoslužba (den)                           | Hodina                                     |
| -------------------- | -------------- | ------------------------------------------ | ------------------------------------------ |
| Kostel svatého Ducha | Ostrava-Zábřeh | pondělí středa čtvrtek pátek sobota neděle | 18.00 08.30 18.00 08.30 8.00, 10.30, 18.00 |